# Porto Real
Porto Real è un comune del Brasile nello Stato di Rio de Janeiro, parte della mesoregione del Sul Fluminense e della microregione della Vale do Paraíba Fluminense.
Fondata nel 1875, è considerata la prima colonia italiana in Brasile.

## Geografia
Porto Real sorge lungo la sponda destra del fiume Paraíba do Sul (fiume), che qui forma un'ampia ansa che circonda l'abitato. La cittadina è situata a 155 a nord-ovest di Rio de Janeiro.

## Storia
Nel 1874 Clementina Tavernari, un'esule che da anni viveva in Brasile, rientrò in Italia con l'obbiettivo di reclutare un gruppo di famiglie contadine da mandare oltreoceano. L'obbiettivo era infatti quello di fondare una colonia agricola intitolata all'imperatrice Teresa Cristina nello stato di Santa Catarina. Una volta giunta nel suo paese natale, Concordia sulla Secchia, in provincia di Modena, la Tavernari organizzò un ufficio per il reclutamento al quale si presentarono in pochi giorni centinaia di famiglie provenienti non solo dalla bassa modenese, ma anche dalle limitrofe province di Mantova, Reggio Emilia e Ferrara. Il 22 dicembre 1874 50 famiglie salparono da Genova alla volta del Brasile a bordo della nave Anna Pizzorno. Il 17 febbraio successivo l'imbarcazione giunse a Rio de Janeiro. Nonostante la morte della Tavernari a causa dell'epidemia di febbre gialla, i coloni raggiunsero in treno l'area dove oggi sorge Porto Real e vi s'insediarono impiantando la coltivazione della canna da zucchero. 
Porto Real costituisce un comune a sé stante dal 1995, quando si distaccò dal comune di Resende.